# Petra Raclavská
Petra Raclavská (* 26. Februar 1973 als Petra Kučová) ist eine ehemalige tschechische Tennisspielerin.

## Karriere
Raclavská gewann während ihrer Karriere sechs Einzel- und 22 Doppeltitel des ITF Women’s Circuits. Über die Qualifikation erreichte sie bei den HTC Prague Open 1992 erstmals die Hauptrunde eines WTA-Turniers, wo sie die erste Runde gegen Nadin Ercegović mit 6:2 und 6:2 gewann. Das Aus kam im Achtelfinale gegen Radka Zrubáková mit 0:6 und 1:6.
Außerdem stand sie 2005 und 2006 im Kader des TC Weiß-Blau Würzburgs, der in der 2. Tennis-Bundesliga spielte.

## Turniersiege

### Einzel
| Nr. | Datum         | Turnier           | Kategorie   | Belag        | Finalgegnerin        | Ergebnis       |
| --- | ------------- | ----------------- | ----------- | ------------ | -------------------- | -------------- |
| 1.  | Juni 1996     | Maribor           | ITF $10.000 | Sand         | Hana Šromová         | 6:4, 4:6, 7:6  |
| 2.  | August 1996   | Valašské Meziříčí | ITF $10.000 | Sand         | Zuzana Váleková      | 0:6, 6:3, 6:2  |
| 3.  | April 1999    | Hvar              | ITF $10.000 | Sand         | Mervana Jugić-Salkić | 7:5, 6:3       |
| 4.  | August 1999   | Toruń             | ITF $10.000 | Sand         | Shelley Stephens     | 6:2, 6:4       |
| 5.  | November 1999 | Mallorca          | ITF $10.000 | Sand         | Ursula Svetlik       | 4:6, 7:65, 6:2 |
| 6.  | Februar 2000  | Pécs              | ITF $10.000 | Sand (Halle) | Klára Koukalová      | 6:4, 7:64      |

### Doppel
| Nr. | Datum         | Turnier           | Kategorie   | Belag     | Partnerin            | Finalgegnerinnen                         | Ergebnis      |
| --- | ------------- | ----------------- | ----------- | --------- | -------------------- | ---------------------------------------- | ------------- |
| 1.  | März 1991     | Murcia            | ITF $10.000 | Hartplatz | Markéta Štusková     | Eva Haslinghuis Amy Jonsson              | 6:2, 7:5      |
| 2.  | April 1992    | Riccione          | ITF $10.000 | Sand      | Gabriella Boschiero  | Monika Kratochvílová Maja Palaveršić     | 3:6, 6:3, 6:1 |
| 3.  | August 1993   | Doksy             | ITF $10.000 | Sand      | Monika Kratochvílová | Jindra Gabrisová Dominika Gorecká        | 4:6, 6:2, 7:5 |
| 4.  | August 1993   | München           | ITF $10.000 | Sand      | Lenka Němečková      | Ivona Horvat Martina Hautová             | 2:6, 6:3, 6:2 |
| 5.  | August 1994   | Istanbul          | ITF $25.000 | Hartplatz | Lenka Němečková      | Carin Bakkum Maaike Koutstaal            | 6:2, 6:3      |
| 6.  | Februar 1995  | Valencia          | ITF $25.000 | Sand      | Kateřina Šišková     | Estefanía Bottini Ángeles Montolio       | 4:6, 6:3, 7:5 |
| 7.  | Juli 1995     | Sopot             | ITF $75.000 | Sand      | Lenka Němečková      | Tina Križan Katarína Studeníková         | 2:0 Aufgabe   |
| 8.  | Oktober 1996  | Nikosia           | ITF $10.000 | Sand      | Blanka Kumbárová     | Nóra Köves Andrea Noszály                | 7:5, 6:2      |
| 9.  | August 1998   | Paderborn         | ITF $10.000 | Sand      | Linda Faltynková     | Ester Brunn Dessislawa Topalowa          | 6:3, 6:2      |
| 10. | Oktober 1998  | Supetar           | ITF $10.000 | Sanc      | Olga Blahotová       | Blanka Kumbárová Renata Kučerová         | 6:1, 6:2      |
| 11. | August 1999   | Toruń             | ITF $10.000 | Sand      | Gabriela Navrátilová | Patrycja Bandurowska Vanesa Krauth       | 6:4, 6:3      |
| 12. | August 1999   | Valašské Meziříčí | ITF $10.000 | Sand      | Gabriela Navrátilová | Libuše Průšová Anna Żarska               | 7:5, 2:6, 6:3 |
| 13. | November 1999 | Mallorco          | ITF $10.000 | Sand      | Gabriela Navrátilová | Patricia Aznar Yolanda Clemot            | 6:0, 6:3      |
| 14. | November 1999 | Mallorca          | ITF $10.000 | Sand      | Gabriela Navrátilová | Beatriz Cabrera Rosendo Helena Ejeson    | 6:0, 7:5      |
| 15. | Februar 2000  | Pécs              | ITF $10.000 | Sand      | Blanka Kumbárová     | Kinga Berecz Zuzana Ondrášková           | 7:5, 6:2      |
| 16. | April 2001    | Makarska          | ITF $10.000 | Sand      | Gabriela Navrátilová | Zuzana Hejdová Mervana Jugić-Salkić      | 1:6, 6:2, 6:3 |
| 17. | April 2001    | Havr              | ITF $10.000 | Sand      | Gabriela Navrátilová | Natasha Galouza Lotty Seelen             | 3:6, 6:1, 6:3 |
| 18. | Mai 2001      | Nitra             | ITF $10.000 | Sand      | Gabriela Navrátilová | Kristína Michaláková Katarína Kachlíková | 6:4, 6:0      |
| 19. | Juli 2001     | Toruń             | ITF $10.000 | Sand      | Blanka Kumbárová     | Gabriela Navrátilová Lenka Novotná       | 7:65, 6:3     |
| 20. | August 2001   | Kędzierzyn-Koźle  | ITF $10.000 | Sand      | Blanka Kumbárová     | Aljona Bondarenko Walerija Bondarenko    | 6:1, 6:2      |
| 21. | August 2001   | Valašské Meziříčí | ITF $10.000 | Sand      | Blanka Kumbárová     | Isabel Collischonn Lenka Tvarošková      | 3:6, 7:5, 6:2 |
| 22. | Oktober 2001  | Makarska          | ITF $10.000 | Sand      | Blanka Kumbárová     | Ivana Abramović Raffaella Bindi          | 6:4, 7:5      |